# تمپل نورمنتون
تمپل نورمنتون (به انگلیسی: Temple Normanton) یک روستا و محله مدنی در بریتانیا است که در North East Derbyshire واقع شده‌است. تمپل نورمنتون ۴۹۰ نفر جمعیت دارد.